# Прва влада Петра Стамболића
Прва влада Петра Стамболића је била Влада Народне Републике Србије. Формирана је 5. септембра 1948, након измена на које су извршене на челу Владе. Дотадашњег председника Благоја Нешковића, заменио је Петар Стамболић. Постојала је до 10. априла 1951, када је након одржаних избора за Народну скупштину НР Србије формирана нова Влада истог председника.

## Историјат
Промена на челу Владе догодила се само неколико месеци након почетка сукоба Тито—Стаљин, када је Благоје Нешковић, који је због противљења политици обавезног откупа на селу оцењен као непоуздан, замењен Петром Стамболићем. Нешковић је тада прешао на дужност потпредседника Владе ФНРЈ, а Стамболић је поред функције председника Владе преузео и функцију секретара Извршног одбора Народног фронта Србије. Приликом формирања нове Владе, 5. септембра 1948. задржана је већина министара из претходне Владе, али је током 1950. вршена честа измена министарстава, тако да је у току мандата постојало укупно 22 министарства. У циљу реорганизације државне управе, Влада ФНРЈ је фебруара 1950. почела са укидањем одређених министарстава, што су потом пратиле и републичке владе. Управљање предузећима за производњу електричне енергије, производњу и прераду угља, производњу и прераду неметала, као и предузећима из надлежности министарстава рударства, тешке индустрије и лаке индустрије, пренета су са савезне на републичке владе, док су при Влади ФНРЈ формирани Комитети за ове области, које су сачињавали министри из републичких влада. Током априла 1950. исти процес одвијао се са предузећима из области пољопривреде, шумарства, грађевине, трговине и снабдевања чиме су све надлежности из ових области са савезне надлежности пребачене на републичке владе. У складу са политиком реорганизације и преношења одређених надлежности са федерације на републику, при Влади Србије формирани су разни савети, комитети и генералне дирекције, чији су председници били министри у Влади. Пратећи динамику реорганизације државне управе Влада је била веома динамична и променила је преко 40 министара, који су често добијални нове ресоре и нова задужења.
У току мандата прве Владе Петра Стамболића на привредном плану у Народној Републици Србији почела је изградња канала Дунав—Тиса—Дунав, извршено побољшање постојећих мелиорационалних система у Мачви; Годомину, код Смедерева; Великоградиштанском и Неготинском риту и започела регулација токова Западне, Јужне и Велике Мораве. Посебни резултати постигнути су на обнови и изградњи путева и железничких пруга, кроз омладинске радне акције, посебно на путним правцима: Куршумлија—Приштина, Кучево—Бродице, Ниш—Чвор, Панчевачки рит—Овча—Кишвара, Шабац—Бања Ковиљача и др. Тада је изграђен и дупли колосек железничке пруге Београд—Загреб, у дужини од 146 километара. Такође, у процесу индустријализације основано је више предузећа — фабрика порцелана у Зајечару, Нафтагас у Новом Саду, Индустрија машина и трактора у Београду, Прва петолетка у Трстенику, Индустрија боја и лакова „Дуга” у Београду, термоелектрана Костолац и др.
Након избора за Народну скупштину Србије, одржаних 18. марта 1951. новоизабрана скупштина изабрала је 10. априла 1951. нову Владу, чији је председник такође био Петар Стамболић.

## Састав Владе
| Функција                        | Име и презиме          | Странка                    | У служби    | У служби    | Напомена                                                                                     | Реф.   |
| Функција                        | Име и презиме          | Странка                    | почетак     | крај        | Напомена                                                                                     | Реф.   |
| ------------------------------- | ---------------------- | -------------------------- | ----------- | ----------- | -------------------------------------------------------------------------------------------- | ------ |
| Председник Владе                | Петар Стамболић        | Народни фронт Србије (КПЈ) | 5.9.1948.   | 10.4.1951.  |                                                                                              | [ 5 ]  |
| Потпредседник                   | Јован Веселинов        | Народни фронт Србије (КПЈ) | 5.9.1948.   | 20.12.1949. | истовремено и председник Планске комисије                                                    | [ 5 ]  |
| Потпредседник                   | Живота Ђермановић      | Народни фронт Србије (НСС) | 5.9.1948.   | 28.1.1950.  |                                                                                              | [ 5 ]  |
| Потпредседник                   | Душан Петровић         | Народни фронт Србије (КПЈ) | 28.1.1950.  | 10.4.1951.  |                                                                                              | [ 6 ]  |
| Потпредседник                   | Воја Лековић           | Народни фронт Србије (КПЈ) | 28.1.1950.  | 25.4.1950.  | раније председник Контролне комисије                                                         | [ 6 ]  |
| Председник Планске комисије     | Јован Веселинов        | Народни фронт Србије (КПЈ) | 5.9.1948.   | 20.12.1949. | истовремено и потпредседник Владе                                                            | [ 5 ]  |
| Председник Планске комисије     | Милош Минић            | Народни фронт Србије (КПЈ) | 20.12.1949. | 25.4.1950.  |                                                                                              | [ 7 ]  |
| Председник Планске комисије     | Милорад Зорић          | Народни фронт Србије (КПЈ) | 25.4.1950.  | 5.7.1950.   |                                                                                              | [ 8 ]  |
| Председник Планске комисије     | Велибор Љујић          | Народни фронт Србије (КПЈ) | 5.7.1950.   | 10.4.1951.  | раније министар без портфеља                                                                 |        |
| Председник Контролне комисије   | Раја Недељковић        | Народни фронт Србије (КПЈ) | 5.9.1948.   | 8.3.1949.   |                                                                                              | [ 5 ]  |
| Председник Контролне комисије   | Воја Лековић           | Народни фронт Србије (КПЈ) | 8.3.1949.   | 28.1.1950.  |                                                                                              | [ 9 ]  |
| Председник Контролне комисије   | Љубинка Милосављевић   | Народни фронт Србије (КПЈ) | 28.1.1950.  | 10.4.1951.  |                                                                                              | [ 6 ]  |
| Министар грађевина              | Драгослав Марковић     | Народни фронт Србије (КПЈ) | 5.9.1948.   | 20.12.1949. |                                                                                              | [ 5 ]  |
| Министар грађевина              | Михаило Швабић         | Народни фронт Србије (КПЈ) | 20.12.1949. | 10.4.1951.  |                                                                                              | [ 7 ]  |
| Министар индустрије             | Воја Лековић           | Народни фронт Србије (КПЈ) | 5.9.1948.   | 8.3.1949.   |                                                                                              | [ 5 ]  |
| Министар индустрије             | Богољуб Стојановић     | Народни фронт Србије (КПЈ) | 8.3.1949.   | 25.4.1950   | раније министар финансија                                                                    | [ 9 ]  |
| Министар комуналних послова     | Геза Тиквицки          | Народни фронт Србије (КПЈ) | 5.9.1948.   | 25.4.1950.  |                                                                                              | [ 5 ]  |
| Министар народног здравља       | Драгомир Карајовић     | Народни фронт Србије       | 5.9.1948.   | 5.7.1950.   |                                                                                              | [ 5 ]  |
| Министар народног здравља       | Немања Марковић        | Народни фронт Србије (КПЈ) | 5.7.1950.   | 10.4.1951.  | раније министар финансија                                                                    | [ 10 ] |
| Министар правосуђа              | Живан Димитријевић     | Народни фронт Србије (КПЈ) | 5.9.1948.   | 10.4.1951.  |                                                                                              | [ 5 ]  |
| Министар просвете               | Митра Митровић Ђилас   | Народни фронт Србије (КПЈ) | 5.9.1948.   | 8.3.1949.   |                                                                                              | [ 5 ]  |
| Министар просвете               | Мита Миљковић          | Народни фронт Србије (КПЈ) | 8.3.1949.   | 28.1.1950.  |                                                                                              | [ 9 ]  |
| Министар просвете               | Ђурица Јојкић          | Народни фронт Србије (КПЈ) | 28.1.1950.  | 10.4.1951.  |                                                                                              | [ 6 ]  |
| Министар пољопривреде           | Радисав Недељковић     | Народни фронт Србије (КПЈ) | 5.9.1948.   | 3.2.1949    |                                                                                              | [ 5 ]  |
| Министар пољопривреде           | Риста Антуновић        | Народни фронт Србије (КПЈ) | 3.2.1949.   | 25.4.1950.  | раније министар без портфеља                                                                 | [ 11 ] |
| Министар пољопривреде           | Драгослав Мутаповић    | Народни фронт Србије (КПЈ) | 25.4.1950.  | 10.4.1951.  | раније министар електропривреде                                                              | [ 8 ]  |
| Министар за рад                 | Спасенија Цана Бабовић | Народни фронт Србије (КПЈ) | 5.9.1948.   | 25.4.1950.  |                                                                                              | [ 5 ]  |
| Министар за рад                 | Крсто Филиповић        | Народни фронт Србије (КПЈ) | 25.4.1950.  |             |                                                                                              | [ 8 ]  |
| Министар рударства              | Мехмед Хоџа            | Народни фронт Србије (КПЈ) | 5.9.1948.   | 20.12.1949. |                                                                                              | [ 5 ]  |
| Министар рударства              | Драгослав Марковић     | Народни фронт Србије (КПЈ) | 20.12.1949. | 25.4.1950.  | раније министар грађевина                                                                    | [ 7 ]  |
| Министар саобраћаја             | Петар Релић            | Народни фронт Србије (КПЈ) | 5.9.1948.   | 8.3.1949.   |                                                                                              | [ 5 ]  |
| Министар саобраћаја             | Милош Царевић          | Народни фронт Србије (ДС)  | 8.3.1949.   | 10.4.1951.  | раније министар шумарства                                                                    | [ 9 ]  |
| Министар социјалног старања     | Алекса Томић           | Народни фронт Србије (ЈРС) | 5.9.1948.   | 10.4.1951.  |                                                                                              | [ 5 ]  |
| Министар трговине и снабдевања  | Радован Грковић        | Народни фронт Србије (КПЈ) | 5.9.1948.   | 10.4.1951.  |                                                                                              | [ 5 ]  |
| Министар унутрашњих послова     | Слободан Пенезић Крцун | Народни фронт Србије (КПЈ) | 5.9.1948.   | 10.4.1951.  |                                                                                              | [ 5 ]  |
| Министар финансија              | Богољуб Стојановић     | Народни фронт Србије (КПЈ) | 5.9.1948.   | 8.3.1949    |                                                                                              | [ 5 ]  |
| Министар финансија              | Немања Марковић        | Народни фронт Србије (КПЈ) | 8.3.1949.   | 5.7.1950.   |                                                                                              | [ 9 ]  |
| Министар финансија              | Милорад Зорић          | Народни фронт Србије (КПЈ) | 5.7.1950.   | 10.4.1951.  | раније председник Планске комисије                                                           | [ 10 ] |
| Министар шумарства              | Милош Царевић          | Народни фронт Србије (ДС)  | 5.9.1948.   | 8.3.1949.   |                                                                                              | [ 5 ]  |
| Министар шумарства              | Петар Релић            | Народни фронт Србије (КПЈ) | 8.3.1949.   | 20.12.1949. | раније министар саобраћаја                                                                   | [ 9 ]  |
| Министар шумарства              | Мехмед Хоџа            | Народни фронт Србије (КПЈ) | 20.12.1949. | 10.4.1951.  | раније министар рударства                                                                    | [ 7 ]  |
| Министар дрвне индустрије       | Петар Релић            | Народни фронт Србије (КПЈ) | 20.12.1949. | 25.4.1950.  | раније министар шумарства                                                                    | [ 7 ]  |
| Министар државних добара        | Радисав Недељковић     | Народни фронт Србије (КПЈ) | 28.1.1950.  | 10.4.1951.  | раније министар без портфеља                                                                 | [ 6 ]  |
| Министар електропривреде        | Драгослав Мутаповић    | Народни фронт Србије (КПЈ) | 28.1.1950.  | 25.4.1950.  | раније министар без портфеља                                                                 | [ 6 ]  |
| Министар за науку и културу     | Мита Миљковић          | Народни фронт Србије (КПЈ) | 28.1.1950.  | 10.4.1951.  | раније министар просвете                                                                     | [ 6 ]  |
| Министар за увоз и извоз        | Миливоје Радовановић   | Народни фронт Србије (КПЈ) | 5.7.1950.   | 10.4.1951.  |                                                                                              | [ 10 ] |
| Министри у Влади (без портфеља) | Милка Минић            | Народни фронт Србије (КПЈ) | 5.9.1948.   | 20.12.1949. | председник Комитета за научне установе, Универзитет и високе школе                           | [ 5 ]  |
| Министри у Влади (без портфеља) | Милан Поповић          | Народни фронт Србије (ЗС)  | 5.9.1948.   | 10.4.1951.  | председник Комитета за средње и ниже стручне школе и курсеве                                 | [ 5 ]  |
| Министри у Влади (без портфеља) | Риста Антуновић        | Народни фронт Србије (КПЈ) | 5.9.1948.   | 3.2.1949.   | председник Комитета за задругарство                                                          | [ 5 ]  |
| Министри у Влади (без портфеља) | Риста Антуновић        | Народни фронт Србије (КПЈ) | 25.4.1950.  | 10.4.1951.  | председник Савета за пољопривреду и шумарство; раније министар пољопривреде                  | [ 8 ]  |
| Министри у Влади (без портфеља) | Драгослав Мутаповић    | Народни фронт Србије (КПЈ) | 5.9.1948.   | 28.1.1950.  | председик Комитета за водопривреду                                                           | [ 5 ]  |
| Министри у Влади (без портфеља) | Митра Митровић Ђилас   | Народни фронт Србије (КПЈ) | 8.3.1949.   | 10.4.1951.  | раније министар просвете                                                                     | [ 9 ]  |
| Министри у Влади (без портфеља) | Радисав Недељковић     | Народни фронт Србије (КПЈ) | 20.12.1949. | 28.1.1950.  |                                                                                              | [ 7 ]  |
| Министри у Влади (без портфеља) | Тихомир Јанић          | Народни фронт Србије (КПЈ) | 25.4.1950.  | 10.4.1951.  | председник Комитета локалне привреде                                                         | [ 8 ]  |
| Министри у Влади (без портфеља) | Воја Лековић           | Народни фронт Србије (КПЈ) | 25.4.1950.  | 10.4.1951.  | председник Савета за прерађивачку индустрију; раније потпредседник Владе                     | [ 8 ]  |
| Министри у Влади (без портфеља) | Драги Стаменковић      | Народни фронт Србије (КПЈ) | 25.4.1950.  | 10.4.1951.  | председник Савета за екстрактивну индустрију и енергетику                                    | [ 8 ]  |
| Министри у Влади (без портфеља) | Милош Минић            | Народни фронт Србије (КПЈ) | 25.4.1950.  | 5.7.1950.   | председник Савета за промет робом; раније председник Планске комисије                        | [ 8 ]  |
| Министри у Влади (без портфеља) | Милош Минић            | Народни фронт Србије (КПЈ) | 5.7.1950.   | 10.4.1951.  | председник Савета за законодавство и изградњу народне власти                                 | [ 10 ] |
| Министри у Влади (без портфеља) | Спасенија Цана Бабовић | Народни фронт Србије (КПЈ) | 25.4.1950.  | 10.4.1951.  | председник Савета за комуналне послове и локалну привреду; раније министар за рад            | [ 8 ]  |
| Министри у Влади (без портфеља) | Богољуб Стојановић     | Народни фронт Србије (КПЈ) | 25.4.1950.  | 10.4.1951.  | генерални директор Генералне дирекције за угаљ; раније министар индустрије                   | [ 8 ]  |
| Министри у Влади (без портфеља) | Ђура Јовановић         | Народни фронт Србије (КПЈ) | 25.4.1950.  | 10.4.1951.  | генерални директор Генералне дирекције за електропривреде                                    | [ 8 ]  |
| Министри у Влади (без портфеља) | Велибор Љујић          | Народни фронт Србије (КПЈ) | 25.4.1950.  | 5.7.1950.   | генерални директор Генералне дирекције за текстил, кожу, обућу и кудељарство                 | [ 8 ]  |
| Министри у Влади (без портфеља) | Срба Андрејевић        | Народни фронт Србије (КПЈ) | 25.4.1950.  | 5.7.1950.   | генерални директор Генералне дирекције за метале                                             | [ 8 ]  |
| Министри у Влади (без портфеља) | Срба Андрејевић        | Народни фронт Србије (КПЈ) | 5.7.1950.   | 10.4.1951.  | генерални директор Генералне дирекције за текстил, кожу, обућу и кудељарство                 | [ 10 ] |
| Министри у Влади (без портфеља) | Геза Тиквицки          | Народни фронт Србије (КПЈ) | 25.4.1950.  | 10.4.1951.  | генерални директор Генералне дирекције за неметале; раније министар комуналних послова       | [ 8 ]  |
| Министри у Влади (без портфеља) | Петар Релић            | Народни фронт Србије (КПЈ) | 25.4.1950.  | 10.4.1951.  | генерални директор Генералне дирекције за дрвну индустрију; раније министар дрвне индустрије | [ 8 ]  |
| Министри у Влади (без портфеља) | Никола Џуверовић       | Народни фронт Србије (КПЈ) | 5.7.1950.   | 10.4.1951.  | генерални директор машиноградње                                                              | [ 10 ] |
| Министри у Влади (без портфеља) | Бошко Крстић           | Народни фронт Србије (КПЈ) | 5.7.1950.   | 10.4.1951.  |                                                                                              | [ 10 ] |